# Relleu (geografia)

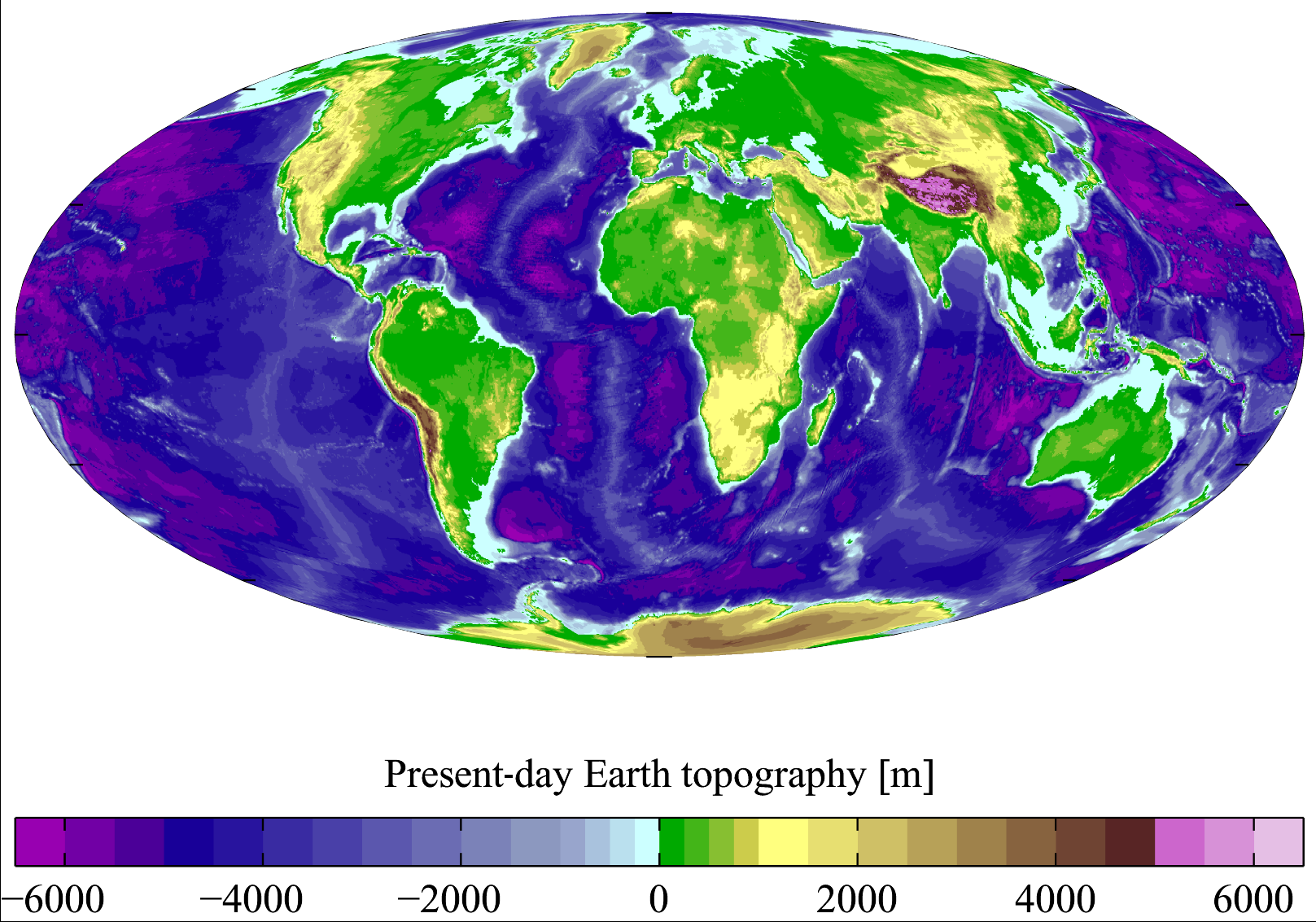
Altimetria i batimetria de la Terra actualment

El relleu (geografia, geomorfologia, ciències de la Terra) és la conformació de la superfície sòlida terrestre, com a resultat de l'erosió, l'acumulació sedimentària, les deformacions estructurals, l'activitat volcànica i altres. S'anomena relleu al realç o embalum del terreny sigui quina sigui la seva dimensió: pujol, puig, serra, serralada o en referència al tipus de rocam com: els relleus granítics que configuren l'orografia del Maresme.(sin. compl.: modelat). El relleu en referència al conjunt de formes: muntanya, turó, altiplà, plana, delta, o altres accidents geogràfics que accidenten la superfície de la terra. (es relieve; fr relief; en relief).
El terme relleu és el terme utilitzat amb relació a les diferències d'alçada d'un lloc a un altre a la superfície terrestre. La geologia subjacent hi té una gran afectació. El relleu es basa en la duresa, la permeabilitat i l'estructura d'una roca
El terme "relleu" sovint és usat essencialment en contraposició al de "plana o planura". El terme relleu també es contempla normalment com la diferència d'alçada entre el punt més alt i el punt més baix d'un paisatge. També és comú usar de manera més qualitativa: "planes de baix relleu" o "turons d'alt relleu". Sovint també se sol diferenciar el relleu uniforme d'una regió assenyalant-ne la seva elevació en relació amb les regions circumdants. També, tenint en compte un determinat relleu, hom es refereix a una "terra alta" o una "terra baixa".
El relleu geogràfic terrestre és la dimensió vertical de la superfície de la Terra. Quan està referit al fons del mar s'anomena batimetria. El relleu s'expressa en termes d'altitud, pendent i orientació de les superfícies del terreny. El relleu afecta el flux de l'aigua i la seva distribució i, per tant, l'agricultura i altres recursos naturals. En grans superfícies, el relleu també influeix en la meteorologia. Ambdós factors afavoreixen o dificulten la instal·lació de poblacions humanes en zones determinades.

## Formes del relleu de la terra
Les formes del relleu de la terra es classifiquen per atributs físics característics com l'elevació, pendent, orientació, estratificació i tipus de sòl.

### Relleu continental
- Plana: àrea amb un relleu relativament pla.
- Altiplà: superfície relativament plana elevada sobre el terreny que l'envolta.
- Vall: depressió allargada de la superfície terrestre recorreguda, en general, per un corrent fluvial.
- Muntanya: elevació natural, acusada i abrupta del terreny.
- Platja: acumulació sobre la vora de la mar de materials d'una mida que va des de les sorres fins als blocs.
- Istme: llengua de terra que uneix a través de la mar dues zones de terra més grans, com poden ser continents, una península amb un continent o dues parts d'una illa.
- Penya-segat: espadat rocós de forta pendent o vertical abrupta en la línia de contacte entre terra i mar.
- Golf: part de l'oceà o mar, de gran extensió, tancat per puntes o caps de terra.
- Cap: massa de terra que es projecta cap a l'interior del mar.
- Península: extensió de terra voltada d'aigua per tot arreu excepte per una part, que rep el nom d'istme.
- Illa: territori terrestre envoltat d'aigua, sigui de mar, de riu o de llacs.

### Relleu submarí
- Plataforma continental: és la superfície terrestre coberta per mars relativament poc profunds i per golfs i badies, en contacte amb el continent.
- Talús continental: gran esglaó que uneix la plataforma continental amb una plana abissal.
- Plana abissal: zones del fons oceànic completament planes o amb un pendent molt suau.
- Fossa marina: depressió submarina, llarga, estreta i molt profunda, limitada per marges abruptes.
- Dorsal oceànica: grans serralades submergides que arriben a superar els 3.000 metres d'altitud.

## Descripció del relleu terrestre

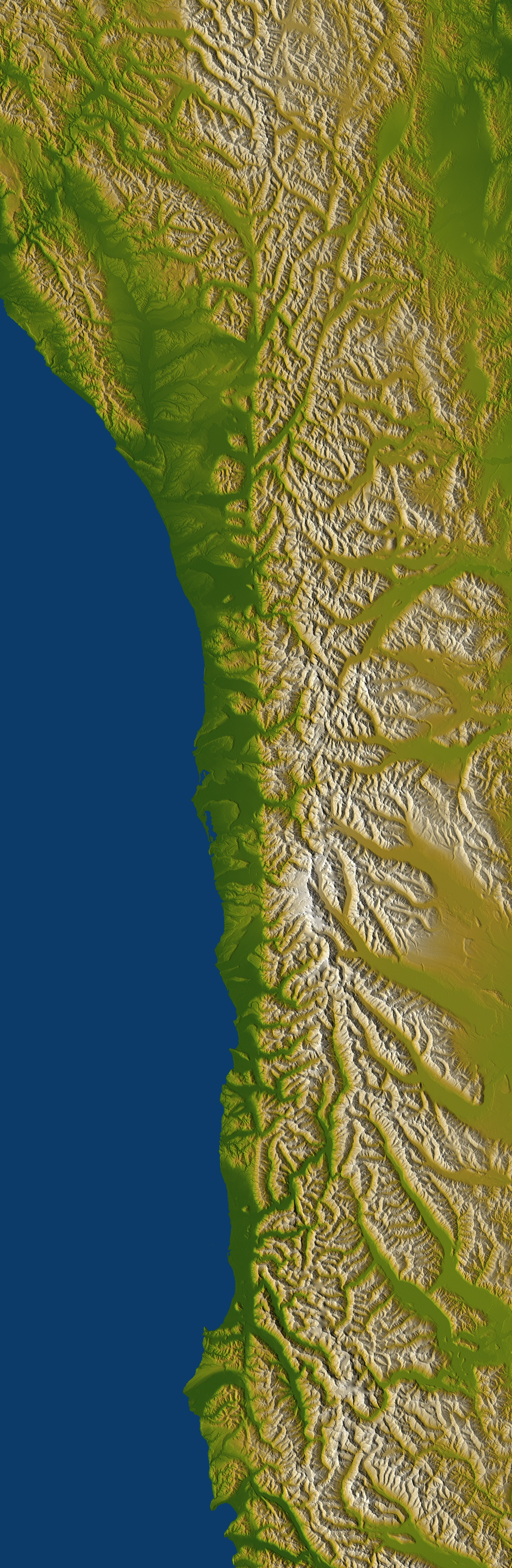
Imatge: relleu dels Alps de Nova Zelanda

La descripció del relleu és pròpia de l’orografia. Un relleu és mesurat segons l’altitud o la distància vertical entre el cim i el nivell marí, i també per l’extensió. Hom parla, per tant, de relleu major si té com a mínim uns quants centenars de metres d’altitud, i de relleu menor en el cas contrari, és a dir, quan no assoleix aquest mínim; els microrelleus tenen dimensions extraordinàriament petites. Els diferents tipus de relleu resulten principalment de l’acció de les forces endògenes i dels agents erosius. Les forces tectòniques produeixen els plegaments (anticlinal, sinclinal), les falles (i en conseqüència els graben i els horst), els fenòmens volcànics (cons, cràters, colades, etc). L’erosió per la seva part ataca, destrueix i transforma els relleus preexistents; la seva acció és completada, en certa manera, pel transport dels materials detrítics i per l’acumulació d’aquells en altres indrets i creant, per tant, un altre tipus de relleu, per exemple un delta. Hom distingeix, doncs, entre relleu estructural i relleu d’erosió. Els relleus estructurals poden ésser primitius o directes (un volcà) o derivats (un turó testimoni). Si un relleu manté el mateix sentit de la deformació tectònica és un relleu conforme: una muntanya correspon per exemple a un anticlinal, una vall a un sinclinal (relleu juràssic); un relleu d’inversió, contràriament, no guarda relació amb la forma estructural anterior: un sinclinal és més elevat que l’anticlinal, o, en altres termes, l’estructura de sentit negatiu domina la de sentit positiu (relleu prealpí). Les formes de relleu modelades pels agents erosius depenen de la duresa més o menys gran de les roques, de les condicions climàtiques, i en definitiva de les diverses formes d’erosió: mecànica, química, de les aigües, del vent, del glaç, antròpica.

## Geomorfologia
Article principal: Geomorfologia
La geomorfologia és una disciplina de síntesi de les ciències de la terra que estudia la formació del relleu geogràfic o de la topografia. El relleu es forma per la intersecció dels processos:
- Geològics: migració de les plaques tectòniques falles i simes, erupcions volcàniques, etc.
- Processos erosius
- Impactes extraterrestres (meteorits)[9]

## Representació del relleu
Article principal: Cartografia
La cartografia és la ciència que estudia la representació dels elements en tres dimensions de la Terra en dues dimensions sobre un mapa. Dins de la cartografia destaca la topografia, que és l’estudi de les formes i característiques de la superfície de la Terra; i dins de la topografia destaquen l'altimetria, que és el conjunt de signes o cotes que en els mapes representen el relleu del terreny respecte d’un pla de referència, que sol ser el nivell del mar, i la batimetria, que és l’equivalent de l’altimetria però per a profunditats. Això inclou el fons marí i el fons dels llacs.

### Mapes físics

Mapa físic de Geòrgia

Mapes, generalment a petita escala, que representen els trets fisiogràfics principals d'un territori. Els mapes físics estan dissenyats per a mostrar les característiques del paisatge natural de la Terra. Són més coneguts per mostrar la topografia (relleu), ja sigui amb colors o amb ombrejat. Els mapes físics solen seguir un esquema de color verd a marró a gris per mostrar l'elevació del terreny. Els verds més foscos s'utilitzen per a elevacions properes al nivell del mar, amb la gradació de colors bronzejats i marrons a mesura que augmenten les elevacions. El degradat del color sovint acaba en tons de gris per a les elevacions més altes. Els rius, llacs, mars i oceans solen mostrar-se en color blau, sovint amb color blau clar per a les zones poc profundes i enfosquint-se en un gradient o per intervals per a les zones d'aigües més profundes. Les glaceres i els casquets glacials es mostren en colors blancs.

### Mapes topogràfics
Article principal: Mapa topogràfic

Mapa topogràfic de l'illa de Guadalcanal, Illes Salomó, Melanèsia, Pacífic Sud.

El terme mapa topogràfic, en un sentit ampli, expressa sobretot els productes més o menys primaris, d'escales relativament grans, resultants generalment dels aixecaments topogràfics (o fotogramètrics) del territori, del què mostra sobretot la seva configuració general, i per tant, tant la planimetria com l'altimetria, però també la localització, forma i dimensions d’elements concrets, visibles, fixos i durables de la zona que representen. Però en un sentit més concret, el terme mapa topogràfic fa sovint referència a un document oficial bàsic de cartografia, que cobreix sistemàticament, amb una mateixa escala i uns determinats criteris establerts, tot el territori propi de l'administració corresponent.

#### Mapes batimètics

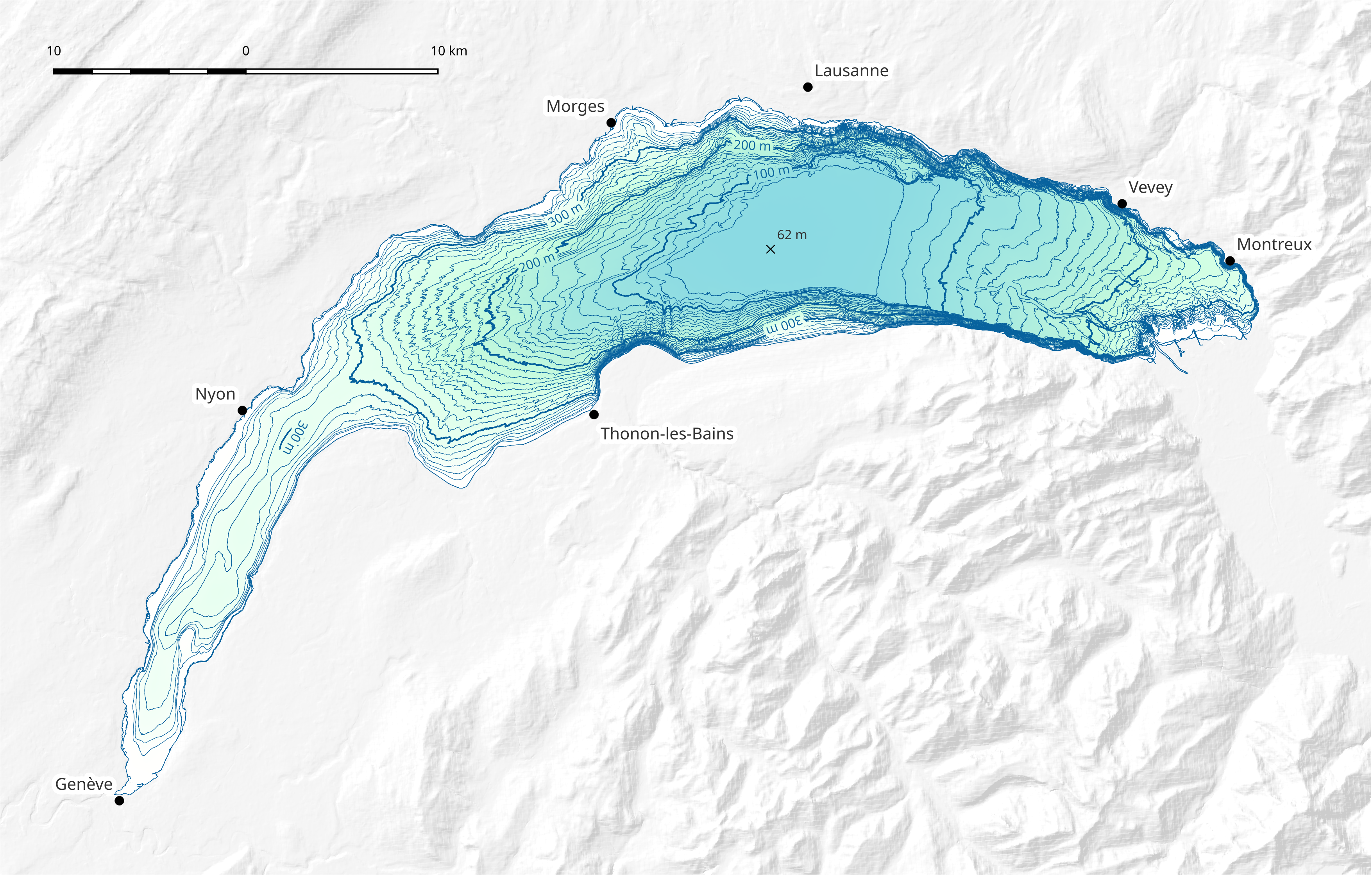
Mapa batimètric del llac Léman

Mapa que representa el fons submarí mitjançant corbes de nivell (isòbates), que corresponen a cotes expressades en valors negatius, comptats a partir de la superfície de la mar. Un mapa batimètric, també anomenat carta batimètrica, és un mapa que mostra la profunditat d'una massa d'aigua, com ara un llac, una part de l'oceà, un riu o un embassament. Les profunditats es poden mostrar mitjançant línies de contorn, relleu ombrejat, colors o una combinació d'aquests mètodes. Els mapes batimètrics són valuosos per evitar les aigües poc profundes o perilloses durant la navegació d'un vaixell, planificar projectes de construcció, decidir on pescar, determinar el cost de la perforació de petroli […] o planificar un cable de comunicacions transatlàntic.

### Model digital d'elevacions (MDE)
Article principal: Model Digital d'Elevacions

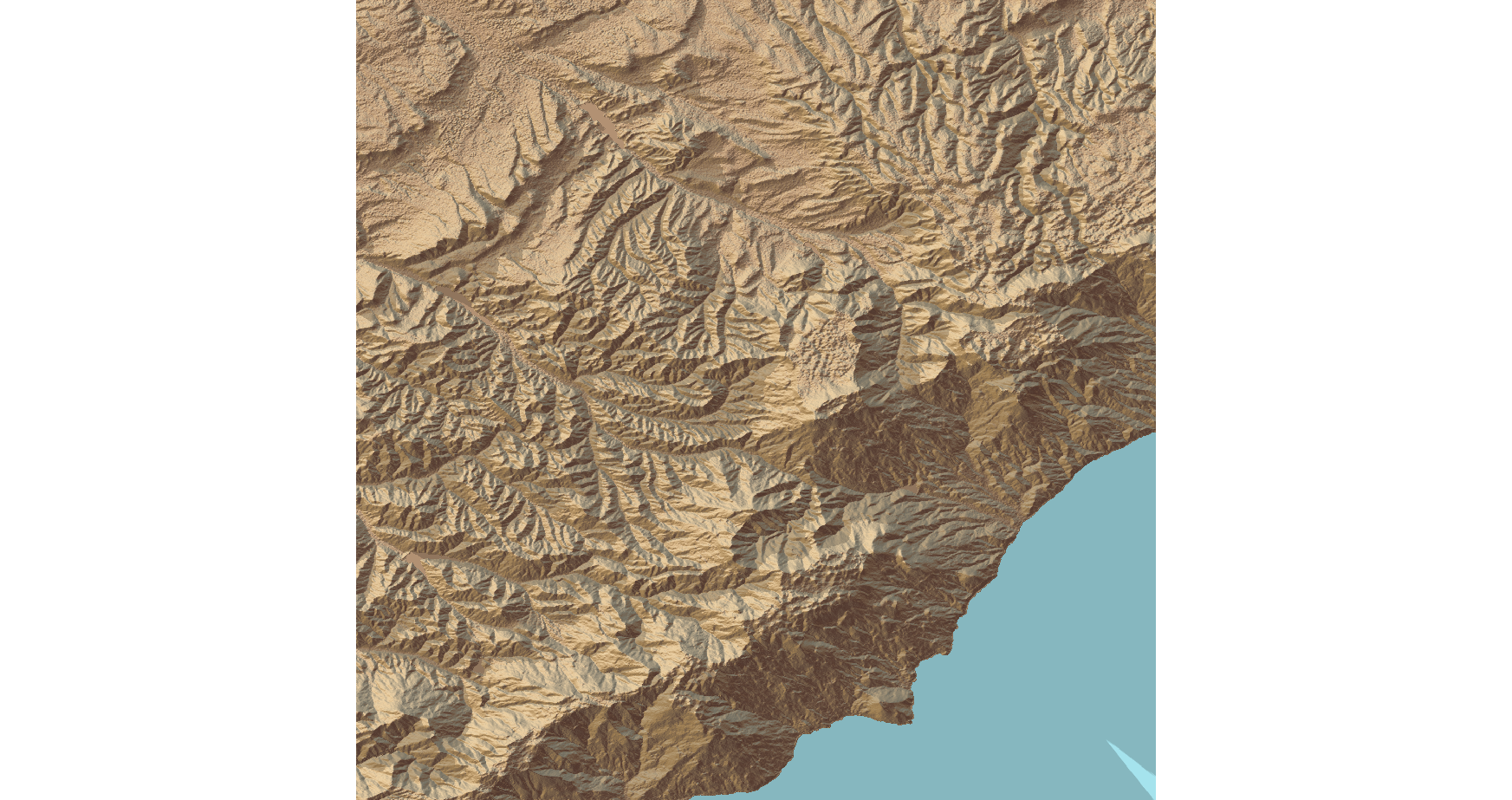
Imatge: Model Digital d'Elevacions del Sud de la península de Crimea

Un model digital d'elevacions és una representació de la superfície del terreny per mitjà de l'altitud mesurada o interpolada en un conjunt de posicions. En tant que superfície complexa, els sistemes d’informació geogràfica, representen la superfície del terreny com una superfície estadística, resultant d'ajustar una funció de superfície als valors d'altitud, o valors z, originals mesurats en punts de mostreig. Aquesta funció de superfície permet interpolar els valors desconeguts en altres posicions i constitueix en termes de càlcul un model de superfície. El model de superfície que s'emmagatzema, tanmateix, no és la formulació analítica de la funció de superfície (la funció d'interpolació espacial), sinó una representació extensiva en forma de col·lecció finita de punts amb un valor associat (mesurat originalment o interpolat) de la magnitud representada; és a dir, d'altitud en el cas dels models digitals d'elevacions.